# Galeandra devoniana
Galeandra devoniana är en orkidéart som beskrevs av Moritz Richard Schomburgk och John Lindley. Galeandra devoniana ingår i släktet Galeandra och familjen orkidéer. Inga underarter finns listade i Catalogue of Life.

## Bildgalleri

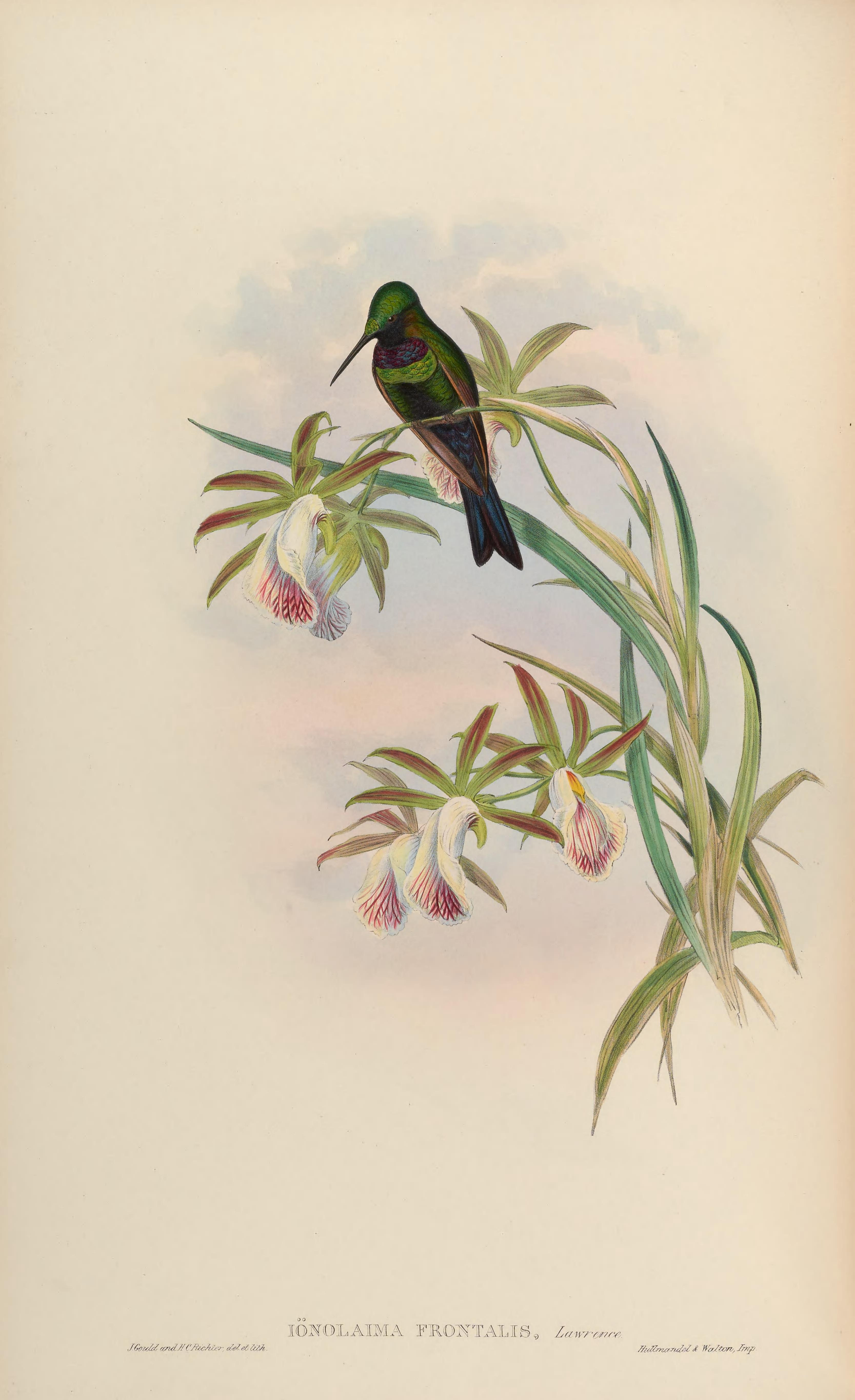
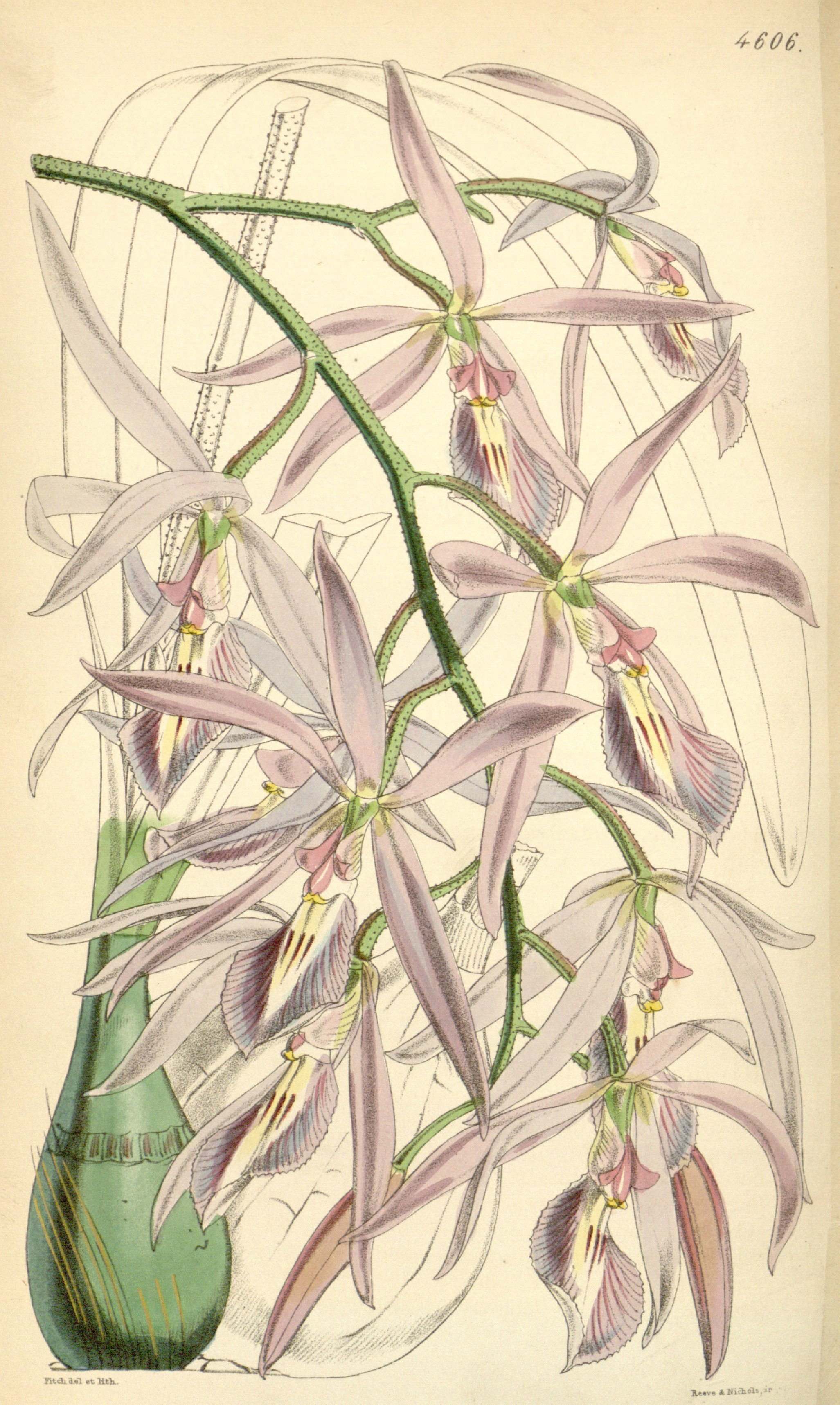